# Casa Isabel Ferret
La Casa Isabel Ferret, o Isabel Ferret Martorell, és una construcció d'estil eclèctic amb elements gòtics, al passeig de la Ribera, 29 de la garrafenca vila de Sitges.
Es tracta d'un edifici de planta baixa i dos pisos, entre mitgeres. Obra de 1899 de l'arquitecte Enric Sagnier i Villavecchia, se'n poden destacar els diferents tipus d'obertures de les tres plantes: arcs lobulats a nivell de carrer, llindes i rebranques adovellades al primer pis i una galeria de cinc arcs flamígers al segon pis.
La part més alta de l'edifici està formada per una barbacana de fusta i teula i una barana imitant merlets de castell.